# Haliotrema mugilinus
Haliotrema mugilinus är en plattmaskart. Haliotrema mugilinus ingår i släktet Haliotrema och familjen Dactylogyridae. Inga underarter finns listade i Catalogue of Life.